# Comair
Comair – amerykańska linia lotnicza z siedzibą w Boone County, w stanie Kentucky. Należała do linii lotniczych Delta Air Lines. Głównymi hubami były port lotniczy Cincinnati-Northern Kentucky i port lotniczy Nowy Jork-JFK.